# Jyri Pelkonen
Jyri Pelkonen (* 21. Dezember 1965) ist ein ehemaliger finnischer Nordischer Kombinierer.
Seine erste Platzierung in den Punkterängen bei einem Wettbewerb im Rahmen des Weltcups der Nordischen Kombination erzielte Pelkonen am 5. Januar 1985 in Schonach. Dort belegte er in einem Gundersen-Wettkampf von der Normalschanze mit einer sich daran anschließenden Langlaufdistanz über 15 Kilometer den 15. Platz. In jener Saison konnte er auch zwei Medaillengewinne bei Großereignissen erreichen: Zunächst gewann er bei den Nordischen Skiweltmeisterschaften 1985 in Seefeld gemeinsam mit Jukka Ylipulli und Jouko Karjalainen Bronze im Teamwettbewerb. Einige Wochen später konnte er auch im Einzelwettbewerb bei den Nordischen Junioren-Skiweltmeisterschaften 1985 die Bronzemedaille gewinnen. Am 14. März 1986 erreichte er mit dem 13. Platz im norwegischen Oslo das beste Resultat seiner Laufbahn im Weltcup und konnte anschließend nur noch ein weiteres Mal, am 18. März 1989 im US-amerikanischen Lake Placid, eine Platzierung in den Punkten erzielen. In jenem Jahr nahm er auch an den Nordischen Skiweltmeisterschaften 1989 in Lahti teil, wo er Sechster im Einzelwettbewerb wurde.
| Saison  | Platz | Punkte |
| ------- | ----- | ------ |
| 1984/85 | 41.   | 2      |
| 1985/86 | 30.   | 3      |
| 1988/89 | 43.   | 1      |